# Friedrich von Diergardt

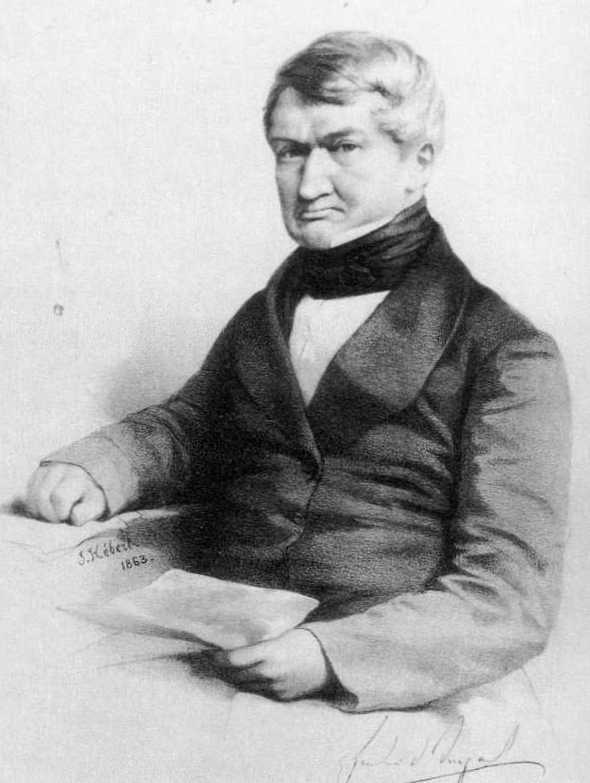
Friedrich Freiherr von Diergardt

Friedrich Freiherr von Diergardt (* 25. März 1795 in Moers; † 3. Mai 1869 in Morsbroich) war ein rheinischer Industrieller und Seidenfabrikant.

## Biografie

### Herkunft
Friedrich Diergardt stammt aus einer protestantischen Pfarrerfamilie. Seine Eltern waren der Konsistorialpräsident Johann Heinrich Diergardt und dessen Ehefrau Marie Margarethe Susanne von Rappard (1763–1844).

### Unternehmerische Tätigkeit
Diergardt errichtete 1813 mit Theodor Kaentzeler in St. Tönis eine Samt- und Samtbandfabrik, die 1816 nach Viersen verlegt wurde. Nach dem Tod des Geschäftspartners führte Diergardt das Geschäft unter seinen Namen.
Das Unternehmen war sehr bedeutsam für die rheinpreußische Industrie. In über 40 Ortschaften der Regierungsbezirke Düsseldorf und Aachen arbeiteten Hausweber für Diergardts Handelshaus und Fabrik. So wurden seit den 1840er Jahren von Viersen aus über 3000 Hausweber, Wirker und Appreteure beschäftigt. Die Fabrikate wetteiferten bald erfolgreich mit den französischen und englischen und verdrängten sie vielfach im Welthandel vom Markt.
Diergardt förderte auch durch seinen Einfluss den Ausbau des Eisenbahnnetzes, beteiligte sich an vielen industriellen Unternehmungen und war einer der führenden Industriellen bei der Erschließung der Kohlefelder am Niederrhein.

### Politische Funktionen
Er fungierte als Abgeordneter der rheinischen Ritterschaft auf den Provinziallandtagen und wurde 1847 Mitglied des ersten vereinigten preußischen Landtags sowie des Preußischen Abgeordnetenhauses bis 1860. 1860 wurde er in den Freiherrenstand erhoben und als lebenslanges Mitglied ins Herrenhaus berufen. 1857 erwarb er Schloss Morsbroich im heutigen Leverkusen als standesgemäßen Wohnsitz.
Sein Grab befindet sich auf dem Friedhof der evangelischen Kreuzkirche in Viersen.

### Diergardt als Sozialpolitiker
Diergardt war bemüht, seine Arbeiter auch in absatzschwachen Zeiten weiter zu beschäftigen. Schon 1816 gründete er eine freiwillige Krankenlade zur sozialen Absicherung der arbeitenden Klasse. Er setzte sich persönlich beim König für eine Verbesserung der Arbeitsbedingungen ein, ergriff die Initiative zum Bau von Krankenhäusern in Viersen, Moers und Brüggen, gründete die Elisabethstiftung für Blindenunterricht in Düren und schließlich die Diergardt-Familienstiftung für bedürftige Fabrikarbeiter.

### Familie
Diergardt heiratete 1819 in Süchteln Julie Deußen (1802–1867), eine Tochter des Seidenfabrikanten Wilhelm Deußen († 1857). Das Paar hatte einen Sohn:
- Friedrich (1820–1887) ⚭ Bertha von der Heydt (1828–1902), Nichte des preußischen Ministers August von der Heydt (1801–1874), ihr Sohn: Johannes von Diergardt

## Ehrungen und Preise

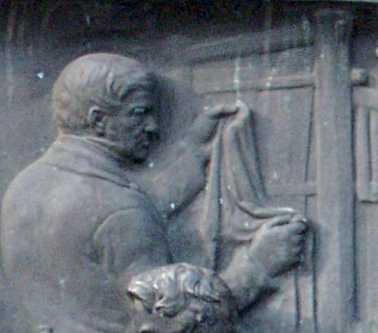
Diergardt bei der Sammetprüfung auf einem Relief des Reiterstandbildes König Friedrich Wilhelm III. in Köln von 1878

Diergardt wurde am 25. März 1859 Ehrenbürger von Moers. Nach ihm und seinem Sohn Friedrich Heinrich von Diergardt wurden die Zechen Zeche Friedrich Heinrich und Zeche Diergardt benannt. Verschiedene Straßen der Region und eine Schule tragen heute seinen Namen. Er erhielt zahllose Auszeichnungen und Preise, u. a.
- 1832: Preußischer Roter Adlerorden
- 1842: Diergardt wird zum Königlich Geheimen Kommerzienrat ernannt
- 1851: Erster Preis der Großen Londoner Weltausstellung mit Einladung in den Buckingham-Palast
- 1853: Große Goldene Medaille für die Verdienste um die Gewerbe in Preußen
- 1854: Ritterkreuz des Verdienstordens vom Heiligen Michael
- 1855: Erster Preis sowie Goldmedaille bei der Großen Pariser Weltausstellung

## Benennungen
Nach Diergardt benannt sind unter anderem die Diergardtstraße in Moers, die Diergardtschule und der Diergardtplatz in Viersen, die Von-Diergardt-Str. in Köln und Leverkusen, der Von-Diergardt-See in Köln an der Stadtgrenze zu Leverkusen (wobei dieser See auch Dünnwalder See genannt wird), sowie der Diergardtsche Wald im Naturpark Maas-Schwalm-Nette.